# Richard Hönigswald
Richard Hönigswald (* 18. Juli 1875 in Magyaróvár; † 11. Juli 1947 in New Haven (Connecticut)) war ein österreichisch-deutsch-amerikanischer Philosoph jüdischer Herkunft, der als Vertreter eines realistischen Kritizismus dem weiteren Kreis des Neukantianismus zuzurechnen ist.
Hönigswald verband, ausgehend von Kant, die philosophische Erkenntnistheorie mit Fragen nach der Geltung, nach den philosophisch relevanten Grundbedingungen der Psychologie und der Pädagogik und entwickelte eigenständige Konzepte zur Theorie des Organismus und in der Sprachphilosophie.

## Leben
Hönigswald wuchs in einer jüdischen Familie in Ungarisch-Altenburg auf. Sein Vater, Heinrich Hönigswald (1842–1909), war praktischer Landarzt „von weltoffener Liberalität“ mit Interessen für die Psychologie, der mit dem örtlichen Abt befreundet war. Seine Mutter war Marie Hönigswald (1844–1910), geborene Goldberg. Seine ersten schulischen Erfahrungen sammelte er in seiner Heimatstadt Wieselburg-Ungarisch Altenburg am Piaristen-Gymnasium, hiernach wechselte er in die Oberklasse des Benediktiner-Gymnasiums in Raab, wo er am 11. Juni 1892 seine Matura mit Auszeichnung ablegte.
Sein Studium der Medizin an der Universität Wien begann er mit dem WS 1892/93 bis zum WS 1900/01, hiernach folgte eine Pause, bis er im SS 1901 sein Studium beendete; im Jahre 1902 schloss sich seine Promotion an. In Wien wurde er stark durch die neopositivistischen Lehren des Physiologen Sigmund Exner geprägt.
Hierauf folgte ein Studium der Philosophie bei Alexius Meinong in Graz und bei Alois Riehl in Halle. Seine Promotion an der Universität in Halle bei Alois Riehl im Jahr 1904 hatte das Thema Über die Lehre Humes von der Realität der Außendinge. Hönigswald ließ sich am 7. November 1904 auf den evangelischen Glauben taufen. Im Jahr 1906 wechselte er nach Breslau, wo er nach der Habilitation zum Thema Beiträge zur Erkenntnistheorie und Methodologie zunächst als Privatdozent tätig war. Im Wintersemester 1910/11 wurde er zum Titularprofessor an der Universität Breslau ernannt. Am 25. Mai 1914 heiratete er seine erste Ehefrau Gertrud Grunwald. Im Januar 1915 stellte er als Österreicher den Antrag auf Einbürgerung in Preußen. Im April wurde er als Arzt zu Lazarettdiensten zwangsverpflichtet. Im selben Jahr noch wurde der Sohn Heinrich geboren (der spätere Linguist Henry M. Hoenigswald). Am 10. Juni 1916 wurde Hönigswald dann Nachfolger von William Stern auf dem Extraordinariat für Philosophie, Psychologie und Pädagogik und am 9. Dezember 1919 zum ordentlichen Professor für die gleichen Fächer ernannt. Am 3. Oktober 1921 starb seine erste Frau.
Hönigswald betreute unter anderem die 1924 abgeschlossene Promotion von Norbert Elias. In einer Auseinandersetzung über Immanuel Kants Annahmen zum a priori geriet der Doktorand aber mit seinem Doktorvater in Konflikt, so dass nur durch eine Abänderung der entsprechenden Passagen die Promotionsschrift erfolgreich beendet werden konnte. Ab 1924 war er Herausgeber der Schriftenreihe Wissenschaftliche Grundfragen. Philosophische Abhandlungen. Im Juni 1929 nahm Hönigswald den Ruf als Nachfolger Erich Bechers an die Universität München ab dem Sommersemester 1930 an. Am 15. Oktober 1930 heiratete er Hilde Bohn.
Am 16. April 1933 musste er als gebürtiger Jude aufgrund der nationalsozialistischen Arisierungsmaßnahmen die Universität verlassen. Kollegen und Freunde, u. a. Karl Vossler, Giovanni Gentile, setzten sich für ihn ein. Dennoch erfolgte zum 1. September 1933 die Zwangsemeritierung und die Versetzung in den Ruhestand. Daran hatte auch ein diffamierendes Gutachten Martin Heideggers mitgewirkt; er schrieb an Dr. Einhauser, einen Oberregierungsrat im Bayerischen Kultusministerium, am 25. Juni 1933:

„Sehr verehrter Herr Einhauser! Ich entspreche gern Ihrem Wunsche und gebe Ihnen im Folgenden mein Urteil. (1) Hönigswald kommt aus der Schule des Neukantianismus, der eine Philosophie vertreten hat, die dem Liberalismus auf den Leib zugeschnitten ist. Das Wesen des Menschen wurde da aufgelöst in ein freischwebendes Bewusstsein überhaupt und dieses schliesslich verdünnt zu einer allgemein logischen Weltvernunft. Auf diesem Weg wurde unter scheinbar streng wissenschaftlicher philosophischer Begründung der Blick abgelenkt vom Menschen in seiner geschichtlichen Verwurzelung und in seiner volkhaften Überlieferung seiner Herkunft aus Boden und Blut. Damit zusammen ging eine bewusste Zurückdrängung jedes metaphysischen Fragens, und der Mensch galt nur noch als Diener einer indifferenten, allgemeinen Weltkultur. Aus dieser Grundeinstellung sind die Schriften Hönigwalds erwachsen. (2) Es kommt aber hinzu, dass nun gerade Hönigswald die Gedanken des Neukantianismus mit einem besonders gefährlichen Scharfsinn und einer leerlaufenden Dialektik verficht. Die Gefahr besteht vor allem darin, dass dieses Treiben den Eindruck höchster Sachlichkeit und strenger Wissenschaftlichkeit erweckt und bereits viele junge Menschen getäuscht und irregeführt hat. (3) Ich muss auch heute noch die Berufung dieses Mannes an die Universität München als einen Skandal bezeichnen, der nur darin seine Erklärung findet, dass das katholische System solche Leute, die scheinbar weltanschaulich indifferent sind, mit Vorliebe bevorzugt, weil sie gegenüber den eigenen Bestrebungen ungefährlich und in der bekannten Weise ‚objektiv-liberal‘ sind. Zur Beantwortung weiterer Fragen stehe ich Ihnen jederzeit zur Verfügung. Mit ausgezeichneter Hochschätzung! Heil Hitler! Ihr sehr ergebener Heidegger“

Reinhold Aschenberg spricht von einem „im Text des Machwerks offen evozierten germanofaschistischem Diskurskontext.“ Besonders problematisch ist der Text Heideggers, weil dieser sich in einer kritischen Auseinandersetzung mit den Vertretern des Neukantianismus befand.
Hönigswald lebte danach zurückgezogen als Privatgelehrter in München. Kontakte hatte er noch zu Theodor Litt und dem Romanisten Karl Vossler, während die ursprünglich freundschaftliche Verbindung zu Bruno Bauch nach dessen vollständiger Zuwendung zum Nationalsozialismus komplett abbrach. Er veröffentlichte verschiedene Aufsätze in ausländischen Zeitschriften in Italien, Schweden und den Niederlanden sowie zwei Bücher in der Schweiz. Im Jahr 1938 wurde ihm der philosophische Doktorgrad aberkannt. Infolge der Novemberpogrome kam er 1938 für drei Wochen in das KZ Dachau und wurde erst nach internationalen Protesten wieder freigelassen. Im März 1939 konnte er mit Ehefrau, Sohn und Tochter mit Hilfe von Freunden und des Schweizer Industriellen Guido Jenny über die Schweiz in die Vereinigten Staaten emigrieren, wo er New York im Juni 1939 erreichte. 1941 wurde ihm die deutsche Staatsbürgerschaft entzogen. Die amerikanische Staatsbürgerschaft erhielt er 1944. Hönigswald gelang es nicht, in den USA eine Anstellung an einer Universität zu erlangen oder einen Verleger zu finden, so dass er in nur sehr bescheidenen Verhältnissen seine Arbeiten fortsetzen konnte. Das materielle Auskommen der Familie in diesen Jahren sicherte eine Puppenmanufaktur, die seine Frau in diesen Jahren aufbaute. Nach Kriegsende knüpfte Hönigswald wieder Kontakte nach Deutschland, insbesondere zu seinem Freund Ernst Lohmeyer, und wurde Mitherausgeber des Archivs für Philosophie.
Aus dem umfangreichen Nachlass, der unter Leitung von Hans Wagner zunächst in Würzburg, ab 1962 im Hönigswald-Archiv in Bonn und in Aachen verwaltet wird, wurden von Gerd Wolandt u. a. Arbeiten in 10 Bänden postum veröffentlicht. Neben kleineren Arbeiten beinhalten diese insbesondere die jeweils zweibändigen Schriften Die Grundlagen der allgemeinen Methodenlehre und Die Systematik der Philosophie aus individueller Problemgestaltung entwickelt, in denen vor allem das systematische Interesse Hönigwalds zum Ausdruck kommt. An Hönigwalds Werk knüpften u. a. die Philosophen Wolfgang Cramer und Hans Wagner, die Psychologen Moritz Löwi und Hermann Johannsen sowie in der Pädagogik Alfred Petzelt und Marian Heitger an.

## Lehre
Das philosophische Denken Richard Hönigwalds hat sich schrittweise hin zu einem systematischen Ansatz entwickelt, in dem es um das theoretische Erfassen der Wirklichkeit und das Aufzeigen der Bedingungen der Möglichkeit von Erkenntnis und der Geltung von Aussagen geht. Zu Beginn entwickelte er eine grundlegende an seinem Lehrer Riehl orientierte kantische Position, die zugleich eine kritische Absetzung von Positivismus und der Bewusstseinsphilosophie (Brentano, Meinong, Husserl) beinhaltete. Seine Schriften bis etwa 1915 weisen eine thematische Parallelität zu den Neukantianern Ernst Cassirer  (Das Erkenntnisproblem in der Philosophie und Wissenschaft, 1906) und Bruno Bauch (Philosophie der exakten Wissenschaften, 1911) auf. Die so gewonnene Position spiegelte Hönigswald an der Philosophiegeschichte sowohl in überblickshaften Darstellungen als auch in mehreren Einzelfallstudien, bevor er sich Fragen der Denkpsychologie und daran anschließend der Pädagogik und der Sprachphilosophie zuwandte. Thematisch durch das ganze Werk zieht sich die Spannung des die Wirklichkeit erfassenden Begriffs der „Gegenständlichkeit“ zum konkreten Subjekt, von Hönigswald als „Monas“ bezeichnet. Eine ausgereifte Darstellung seiner Position erreichte er um 1930, die er in den Grundfragen der Erkenntnistheorie und noch konzentrierter in einem philosophischen Selbstporträt (Selbstdarstellung) darlegte. In den aus dem Nachlass veröffentlichten großen Schriften (Die Grundlagen der allgemeinen Methodenlehre sowie Die Systematik der Philosophie aus individueller Problemgestaltung entwickelt) findet sich schließlich eine Zusammenführung der verschiedenen Bausteine zu einer methodischen und inhaltlichen Systematik. Markante Gegenpositionen, an denen Hönigswald sich rieb, waren einerseits die auf das Endliche beschränkte Existenzialontologie Heideggers sowie andererseits der die Grenzen der Erkenntnisfähigkeit zum als absolut gedachten Geist hin überschreitende Idealismus Hegels.

### Gegenständlichkeit als Bezogenheit von Gegenstand und Monas
Erkenntnistheoretisches Thema Hönigswalds ist nicht die Grenzbestimmung im abstrakten „Ich denke“ (Kant), sondern die Verbindung von Erkenntnis und konkreter Subjektivität. Hiernach sind in die Untersuchung des Erkenntnisvorgangs die Grundbestimmungen der Psychologie einzubeziehen. Gegenstand der Betrachtung sind damit nicht nur wissenschaftliche, sondern alle lebensweltlichen Erkenntnisse und Erfahrungen einschließlich derer, die sich auf die Ethik, Ästhetik oder Religion beziehen.  Die Frage der Letztbegründung wird bei Hönigswald zur Frage der Gegenstandskonstitution. Es reicht nicht, wie im Positivismus, sich auf empirisch erfahrbare Tatsachen zu konzentrieren, oder wie in der Philosophie der Intentionalität (Husserl, Meinong), sich mit den Strukturen des Bewusstseins überhaupt zu befassen. Es geht um die Bezogenheit von Subjekt und Objekt, die in der Gegenständlichkeit erfahren wird. Die philosophische Frage ist damit die nach der Bestimmung der Gegenständlichkeit.
In der Frage nach der Bestimmtheit des Gegenständlichen verborgen ist das Universalienproblem, die Frage nach dem Verhältnis von Einheit und Vielheit, von Allgemeinem und Partikularem oder, mit den Begriffen von Hönigswald, von Tatsache (das Gegebene) und Prinzip (Begriff und Methode). Denken ist ein unableitbares psychologisches Grundphänomen, hinter das nicht zurückgegangen werden kann. Die Spannung besteht zwischen der konkreten Wirklichkeit als dem Erscheinenden und dem unbegrenzten Möglichkeitsraum des Denkens. In der Denkpsychologie wird dieses Verhältnis logisch untersucht, ohne auf spezielle psychologische Elemente (Emotionen, Reaktionen etc.) einzugehen. Es geht um den Zusammenhang von Erleben und Erkennen und das geistige Vermögen des leiblichen Subjektes. Im modernen Sprachgebrauch befasst sich Hönigswald mit der Theorie der Kognitionswissenschaften. Das im Denken erfahrende Subjekt nannte er in Anlehnung an Leibniz „Monas“, weil es als konkretes Subjekt im Gedanken die gesamte ihm erfahrbare Welt widerspiegelt. Zwischen der Monas und der Welt besteht eine unauflösbare Wechselbeziehung. In der Monas wirkt die „Selbstpräsenz“, wie Hönigswald den Selbstbezug nennt, das heißt die Monas ist sich selbst Objekt.
„Das ‚Ich’ und jenes etwas auf das ich ‚stoße’, das mir in diesem Sinne ‚gegeben’ ist, erfüllen in ihrem Wechselbezug eine und dieselbe Bedingung. […] Ich ‚bin’ nicht, wenn nicht in der Korrelation zu einem ‚etwas’; und dieses etwas wiederum ‚ist’ nur als ein mögliches ‚ich’ ‚gegeben’. Dieses seine ‚Gegebenheit’ aber fällt damit zusammen mit dessen Unabhängigkeit von mir. Darum ist diese Unabhängigkeit von mir zugleich sein Bezug ‚auf mich’.“ (GE 62)
In diesem Zusammenhang setzte sich Hönigswald auch kritisch mit der Frage auseinander, ob auch das „Nichts“ zum Inhalt von Erfahrung werden kann. Er verneinte dies, weil das Nichts (im Gegensatz zum Unendlichen) keine Gegenständlichkeit haben kann und polemisierte (1931) gegen Heidegger (Vorlesung: Was ist Metaphysik?, 1929), dem er vorhielt, dass dieser die Frage der Gegenstandserkenntnis aus dem Auge verloren habe und statt der Gegebenheit nur das Endliche untersuche:
„Unvergleichlich, wie es nun einmal ist, brütet das „Nichts“ tröstliche Angst verbreitend, indem es, so lautet der nahe liegende und gerade darum überraschende Ausdruck „nichtet“ „Es ist darum ursprünglicher als das Nicht und die Verneinung.“ – Indessen, solche Einsichten entziehen sich, wie man bei näherer Betrachtung erkennt, jedem Bedenken. Sie liegen gleichsam jenseits seiner Bedingungen und Kompetenzen. Denn Bedenken bedeuten immer Fragen; wieweit nun Fragen bis in die unheimlichen Tiefen des „Nichts“ überhaupt herabreichen, lässt sich grundsätzlich nicht ausmachen. So ist denn der Rest auch hier Schweigen. Sodann aber erscheint das Problem der Verneinung als Gegenstand einer erkenntnistheoretischen Untersuchung durch die Einsicht in das „Nichts“ leider gar nicht getroffen. Denn welche Beziehung verknüpft jenes – gewisslich uneigentliche, sich nur im „Nichten“ erschließende – „Sein“ des „Nichts“ mit der Funktion der Verneinung? Ist nicht zum mindesten das „Nichten“ bejaht? – man wagt die Frage in der begreiflichen Scheu vor dem düsteren Dunkel seines metaphysischen Trägers kaum zu stellen. Immerhin führt sie, ob nun dem „Nichts“ gegenüber legitimiert oder nicht, zu dem Gegenstand unserer Erwägung zurück.“ (GE 62-63)
Der Mensch kann sich für Hönigswald aufgrund seines Wesens nicht allein als endliche Existenz verstehen. Er ist vielmehr „Träger aller gegenständlichen und doch dialektisch bewegten Überzeitlichkeit der Kultur. Und darauf gründet sich auch, daß der ‚Mensch’ nicht in seiner ‚Endlichkeit’ verharrt. Er hat teil an der ‚Unendlichkeit’ eines Systems nie erfüllter und als Totalität trotzdem übersehbarer Aufgaben.“ (GE 67)
An Hegel kritisiert Hönigswald die Vorstellung eines absoluten Geistes, der sich als aller Wirklichkeit Übergeordnetes entfaltet. In diesem System würde die Monas, das erfahrende konkrete Subjekt, nur zu einer Zwischenstation. „Nie kann daher bei ihm das Problem der Psychologie zu voller systematischer Ausprägung gelangen. Das wechselbezogene Auseinander von Erlebnis und Gegenstand, das in dem kritischen Begriff der ‚Gegebenheit’ vorliegt, kann Hegel immer nur als eine vorübergehende, in der Vollendung seines Systems ‚aufzuhebende’ Phase erscheinen. […] Denn nur das Ganze ist ihm ‚das Wahre’.“ Dem Konzept der Phänomenologie hielt er vor, dass es die Beziehung von „Geltung und Vollzug“ vernachlässige, dem Psychologismus die einseitige Konzentration auf die „psychische Tatsächlichkeit“. Für Hönigswald ist hingegen die Monas der Fixpunkt, in dem die Gegenständlichkeit verankert ist. In der Gegenständlichkeit lebt und denkt der Mensch. In der Monas vollzieht sich die Synthesis von Wirklichkeit und Selbsterkenntnis. Die Monas ist das konkrete sich selbst gegebene und reflektierende Subjekt. Entsprechend kann sich begreifendes Erkennen nur auf Gegebenes beziehen.

### Geltung
Geltung ist die Anerkennung einer Theorie oder einer Analyse, im einfachsten Fall einer Aussage. Es muss einen, wenn auch kontingenten Ansatz geben. Dies ist vorausgesetzt, sofern man über Geltung redet. Geltung impliziert zudem, dass eine Aussage nachvollziehbar begründet werden kann.
„Geltung aber erscheint stets nur als Prädikat eines Gültigen. Eine Geltung, deren Bedingungen schlechterdings n i c h t s genügte, käme einem Urteil ohne Gefüge, einem Gedanken ohne Gehalt gleich. Sie widerspräche ihrem eigenen Begriff. Die Analyse kann also nicht leer sein; sie muß sich in Ansätzen offenbaren und durch Ansätze gestalten. Der Ansatz aber hat sich […] im Rahmen der Analyse eben als Ansatz zu rechtfertigen und zu bewähren; er muß durch die Analyse eine Begründung nach Funktion und Inhalt erfahren.“ (Päd 30)
Geltung ist nicht subjektiv, d. h., es kommt nicht auf eine individuelle vorhandene Zustimmung eines anderen oder die Überzeugung  des Aussagenden an, sondern auf eine Übereinstimmung mit einem Wahrheitswert, der als Maßstab dient. „Das ‚Wahre’ verlangt Zustimmung; es ‚soll’ ihm zugestimmt werden. Gerade darum bedeutet ‚Wahrheit’ ein anderes wie den Tatbestand jener Zustimmung selbst. Wahrheit, so kann man auch sagen, ist Gegenstand und Prinzip der Zustimmung, Zustimmung nicht der Grund der Wahrheit. An einer Fülle von Beispielen ließe sich erweisen: Die Wahrheit ‚ist’ nicht, weil man ihr zustimmt; sondern man soll ihr zustimmen, weil sie ‚ist’. Ihr Sein ist allemal Geltung.“ (Päd 33) Hintergrund dieser These ist aber nicht eine Korrespondenztheorie der Wahrheit. Hönigswald verweist vielmehr auf den Zusammenhang mit der Notwendigkeit, sich sprachlich zu verständigen. Der Gegenstand einer Aussage ist nicht unabhängig vom Aussagenden; es wird von ihm konstituiert. Eine Aussage oder ein Urteil erhalten ihre Geltung dadurch, dass ein anderes Subjekt ihre Gültigkeit erkennen und sich darüber verständigen kann, indem es die Tatsache in gleicher Weise konstituiert. Hönigswald spricht deshalb auch von unterschiedlichen Typen der Wahrheit, so der Erkenntniswahrheit, der wissenschaftlichen Wahrheit, der religiösen oder der künstlerischen Wahrheit. Der Anspruch auf Geltung ist ein intersubjektiver Vorgang, der im Konsens entsteht.
Indem Hönigswald auch Aussagen des Normativen (Sittlichkeit, Recht, Kunst und Religion) in der Bereich des Gegenständlichen einbezieht, sind für ihn nicht nur Fragen des Wahren, sondern auch Fragen des Richtigen und Schönen dem Anspruch auf Geltung unterzogen. Neben der Logik der Wissenschaften kommen die Geschichtlichkeit ebenso wie die Erziehung oder die Sprache in den Blick. Der systematische Rahmen der Geltung ist die Gesamtheit der menschlichen Kultur, sind alle Erscheinungsformen des Lebens. Die Reflexion auf die Rechtfertigung eines Gedankens ist Hönigswald die vorrangige Aufgabe des Philosophen. „So wird denn das Motiv der Rechtfertigung immer deutlicher zum unverrückbaren Ausgangs- und Angelpunkt aller philosophisch-wissenschaftlichen Überlegungen. Nun schließt dieser Begriff, und zwar auf doppelte Weise, das Motiv der Gegenständlichkeit ein: einmal weil das Gerechtfertigte oder Zu-Rechtfertigende in seiner Geltung von ‚mir’ unabhängig geworden ist; sodann aber, weil Rechtfertigung als Prinzip der Geltung von Aussagen allemal einen ‚Gegenstand’ dieser Aussagen fordert.“ (GE 208)
„Eben darum trifft es aber nur bedingt zu, dass Wissenschaft und Recht, Sittlichkeit, Kunst und Glaube in dem landläufigen Sinn dieses Wortes ein ‚System’ bilden. Denn kein höherer Klassenbegriff ordnet sich ihnen über. Sie ‚gehören’ zwar zusammen, aber nur, weil, jede von ihnen ganz, den Gedanken der Gegenständlichkeit verkörpert, weil jede von ihnen  auf ihre Weise die ‚Welt’ umspannt.“
Die verschiedenen Sphären der Geltungsansprüche stehen nicht wie bei Hegel in einem System einer dialektischen linearen Logik, sondern sind gleichberechtigte, plurale Ebenen des Lebensvollzugs, die zwar in einem Netz von Relationen verbunden sind, aber einen eigenständigen Bestand der menschlichen Kultur ausmachen. Dieses Konzept Hönigswalds erinnert einerseits an die symbolischen Formen Cassirers, andererseits an die Systeme Luhmanns.
Geltung ist beschränkt auf den Bereich des Gegenständlichen. Dies bedeutet auch, dass hinter die Gegenständlichkeit nicht mehr zurückgegangen werden kann. Eine Letztbegründung, die auf die Vorstellung einer Transzendenz zurückgreifen will, ergibt für Hönigswald keinen Sinn.
„Denn hinter den Begriff des Gegenstandes mit gegenständlicher Begründung, d. h. beweisend und argumentierend zurückgreifen zu wollen, ist keine mögliche Aufgabe mehr. Eine Beziehung ist dann im definierten Sinne des Wortes eine ‚letzte’, wenn ihr Begriff mit dem der Begründung zusammenfällt. Beziehungen dieser Art heißen eben Invarianten. Sie stellen die Bezugspunkte dar, kraft derer Erkenntnis überhaupt möglich wird; sie sind Bedingungen, von deren Erfüllung im besonderen Fall die Geltung wissenschaftlicher Einsichten abhängt.“

### Organismus und Natur
Die Selbstpräsenz der erfahrenden Monas ist gebunden an die Leiblichkeit und durch die erfahrende Leiblichkeit in ihrer konkreten Subjektivität organisch verbunden mit der Natur als Ganzheit. Der rein wissenschaftliche Zugang zur Natur macht den Organismus zum reinen Objekt, das anhand des Kausalgesetzes betrachtet wird. Dabei wird „das ‚Sein’ des Atoms zum Geschöpf der Physik“. (GE 68) Andererseits erfährt sich die Monas in dem Naturzusammenhang eingebunden; der Organismus ist auf das erfahrende Subjekt zurückgebunden und wird hierdurch das „physische Korrelat des Psychischen“. (GE 60) Natur und Monas stehen somit in einer zweifachen Bezogenheit und bilden eine psychosomatische Einheit.
„Mit dem Begriff des Erlebens bestimmen wir auch die Bedingungen der Unabhängigkeit der Natur von den Tatsachen des Erlebens. Gegenständlichkeit ist, wir wissen es, immer auch die Möglichkeit des Vollzugs; der Sinn, in dem ich mich ‚ich’ nenne, nur die andere Seite der Gegenstandsbestimmtheit.“ (GE 98)
Ein Organismus ist für Hönigswald ein natürliches System, das funktioniert und im Funktionieren zugleich, z. B. durch Stoffwechsel, seinen Bestand erhält. „In ihm fallen eben ‚Funktion‘ und ‚Bestand‘ zusammen.“
Der Organismus als Teil der Natur ist das Mittel und die Gegenständlichkeit des Erlebens, in dem alle Reiz-empfangenden Vorgänge koordiniert und verarbeitet werden. Mit ihm hat die Monas Zugang zur Welt und mit ihm steht sie in der Zeit. Die Monas steht in der Präsenz, dem reinen Hier und Jetzt. Erst der Leib des Organismus verfügt über den Zugang zur raumzeitlichen Dimension und vermittelt das nicht mehr präsente Vergangene und das noch nicht präsente Zukünftige. „Der Organismus selbst ‚ist‘ nur im Hinblick auf das Zugleichsein von Vergangenheit und Zukunft. Er ist der Inbegriff von Dispositionen; er ist geradezu, wenn man es so ausdrücken will, seine Geschichte.“ (GE 103) Weil der Organismus seinen Bestand erhält, ist er ein selbstregulierendes System. Dies bedeutet, dass er auf sich bezogen eine natürliche „immanente Zweckhaftigkeit“ (Päd 151) hat, weil er auf Reize durch individuelle in ihm liegende Ursachen reagiert. Ursachen in der Biologie sind grundsätzlich mechanisch und chemisch, d. h. kausal, aufgrund der Eigenschaft der Selbstregulation haben Organismen eine innere Zweckhaftigkeit. Leben ist nur eine Bezeichnung für die Funktionsweise, für das Prinzip, die der Organismus als Gegebenes, als Tatsache, aufweist.

### Sprache und Verständigung
Die Welt besteht aus einer Vielzahl von Monaden, die jede für sich einzig sind. In ihrem Sein als Organismus sind sie mit der Natur verbunden und auf diesem Weg auch miteinander, so dass keine Monas ohne andere Monaden Bestand haben kann. Der Weg der Verständigung zwischen den Monaden ist die Sprache. Weil Sprache jeweils aus der Perspektive der einzelnen Monade entsteht ist sie pluralistisch. Zugleich ist sie als Verbindungsglied intersubjektiv. Auch in der Sprache besteht die Spannung von Tatsache, dem physikalischen Laut oder dem Schriftzeichen, und Prinzip, der in der Sprache erzeugten Bedeutung.
Kern der sprachphilosophischen Überlegungen Hönigswalds ist wieder der Begriff der Bestimmtheit. „Bestimmtheit bedeutet nicht Gegenstand, sondern ‚Gegenständlichkeit’; denn sie bedeutet gerade dies, daß es ‚an‘ Gegenständen ‚Merkmale‘ gibt; weiterhin die Möglichkeit des gegenständlichen Wechselbezugs von Gegenständen. Gegenständlichkeit umfaßt mithin die Bedingungen, denen zufolge die Dinge ‚von mir‘ unabhängig ‚sind‘, sie umschließt somit die Bedingungen einer eigentümlichen Beziehung aller nur möglichen Gegenstände ‚auf mich‘.“ Der Gegenstand bestimmt die Bedeutung und damit den sprachlichen Gehalt einer Äußerung. Zugleich aber wird auch der Gegenstand durch die Sprache bestimmt. „Auch die Sprache ist freilich ‚Tatsache‘; sie ist ‚gegeben‘, sie wird ‚vorgefunden’. Allein, sie erweist sich zugleich als Funktion, besser als Aequivalent der Gegenständlichkeit, als eine Instanz, an der sich der Begriff, d. h. das Problem der Gegebenheit, also die ‚Tatsache‘ selbst entscheidet. Die Sprache kennzeichnet sich eben als ‚Tatsache‘ und ‚Prinzip‘ zugleich und erschließt damit einen Wesenszug des Erlebens überhaupt.“ Bedeutung entsteht durch den Sinn einer Aussage. Sie ist der „Inbegriff von Umständen vermöge deren ein Gebilde überhaupt als sinn- und geltungshaft bezeichnet werden kann, die Bedingung für alles, was Element eines Sinnbestandes oder eines Geltungszusammenhangs ist oder werden kann.“
Sprache ist das letztlich nicht hintergehbare Symbolsystem. Alle Symbole sind auf Sprache rückführbar. „Die Sprache aber symbolisiert sich selbst“ Sprache ist „der Ort der Beziehungen, in denen sich Allgemeines, Besonderes und Individuelles überhaupt erst gestalten und funktionell sondern läßt.“ Sprache hat grundsätzlich zwei Funktionen. Zum einen dient sie der Darstellung, zum anderen der Verständigung. Bei Cassirer ist Sprache als symbolische Form eine Gestalt des Geistes, bei Hönigswald ist sie unmittelbarer Weltzugang. Sprache wird nur in der Gemeinschaft, im ‚wir‘ greifbar. „Dieses ‚wir‘ erscheint nunmehr als neue, nämlich sprachbezogene Funktion des ‚ich‘ und der Satz, daß die Sprache ein ‚Gemeinschaftsphänomen‘ darstelle, erhält erst damit seine erschöpfende analytische Bedeutung.“

### Pädagogik und Kultur
In der Frage der Pädagogik ging es Hönigswald nicht darum, eine konkrete Handlungsanleitung zu entwerfen, noch nicht einmal um die Theorie der Pädagogik und ihrer Methoden, sondern um die wissenschaftstheoretische Analyse der Grundbedingungen und um den Sinn der Pädagogik.
„Noch einmal darf an dieser Stelle daran erinnert werden, daß alle pädagogische Einsicht ein durch Grundsätze wohl charakterisiertes ‚Tun’, daß alle pädagogische Theorie Theorie dieses ‚Tuns’ bedeuten. Nicht also von einer pädagogischen Theorie wird die Rede sein können, die vielleicht auf angemessene Weise, aber doch immer nur als eine der pädagogischen ‚Praxis’ wesensfremder Faktor, deren Bedürfnissen so gut es eben gehen will‚ Rechnung trägt’, sondern die selbst pädagogische Theorie nur ist, sofern sie die spezifischen Bedingungen und den eigentümlichen Sinn der vollen Komplexion des pädagogischen Handelns umfasst.“ (Päd 16-16)
Hönigswald wollte zeigen, „wie aus dem Begriff des Gegenstandes überhaupt, also dem Gedanken der Gegenständlichkeit, ein Umkreis besonderer, eben der pädagogischen Aufgaben erwächst.“ (Päd 127) Hönigswald verknüpfte in den grundlegenden Gedanken zur Pädagogik sowohl seinen Begriff der Gegenständlichkeit als auch den des Organismus mit der Frage der Kultur und der Geltung. „So erweist sich das Kulturgut als ideeller Mittelpunkt der pädagogischen Gemeinschaft. Es ist in diesem Belang Lehr- und Erziehungsgut.“ (Päd 63)
Die Gemeinschaft der Monas verwirklicht sich im Kulturbegriff der Menschheit. Menschheit ist der Begriff eines Wertes, durch den die Gemeinschaft einen Sinn erhält, der sich im sittlichen Handeln erfüllt. Die einzelne Monas kann die Sittlichkeit nur erstreben. „Die Menschheit ist mit anderen Worten überhaupt nur als der Sinn ihrer eigenen Entfaltung gemäß dem Gedanken ideeller Vollkommenheit.“ (Päd 121) Die Aufgabe der Pädagogik liegt in einer kulturellen „Höherbildung der Gemeinschaft“ (Päd 99) und dies erfolgt durch Vermittlung von Werten unter Berücksichtigung der geschichtlichen Situation. „Das System der Werte mithin in ihrer augenblicklichen Besonderung begreifen, d. h. den Wert erfassen, der auch in den jeweiligen Gegenständen der Kultur bezogenen Akten der Wertung verwirklicht erscheint, das wird den natürlichen Ausgangspunkt jeglicher pädagogischer Theorie markieren. Die ‚Gegenwart‘ selbst wird dann Träger und Repräsentant von Werten.“ (Päd 131) Der Pädagoge „muss danach streben, die Idee eines harmonischen Systems der ‚Wahrheiten‘ aller möglichen Geltungsgebiete zum bewußten Motiv seines Handelns und damit zum Sinn der Lebenshaltung seines Zöglings zu machen.“ (Päd 76)
„Erziehbar ist nur, was die Bedingung erfüllt, Organismus zu sein.“ Lernprozesse finden durch Erleben statt, so dass der Leib Bedingung der Möglichkeit von Lernprozessen ist. „Sich erleben bedeutet auch die Möglichkeit, d. h. den Sinn der Gemeinschaft aller gegenständlichen Bindungen auf sich selbst ‚abzubilden‘. Nichts anderes fordert aber ‚Persönlichkeit‘, deren Begriff sich, gleichwie der der Erziehung, somit als notwendig erweist, weil er in bestimmten Abwandlungen den Gedanken der Notwendigkeit selbst, eben den Gedanken der Gegenständlichkeit ausprägt.“
Pädagogik ist vor allem Sinnvermittlung und diese kann nur geschehen im Rückgriff auf die Philosophie. Andererseits ist die Pädagogik mit ihrer geschichtlich bedingten kulturellen Aufgabenstellung der Prüfstein der Philosophie: „An dem Begriff der Philosophie entscheidet sich das Problem der Pädagogik; und an dem Problem der Pädagogik bewähren sich letzten Endes Recht und Gehalt des Begriffs der Philosophie.“ (Päd 31)

### Philosophiegeschichte
Ein wesentlicher Teil des Werkes von Hönigswald sind historische Arbeiten. Neben die Überblicksdarstellungen, die sich in drei Teilen über das gesamte Spektrum von der Antike über die Renaissance und die Neuzeit bis Kant erstrecken und Einzelfallstudien traten auch problemgeschichtliche Fragen, insbesondere nach der Bedeutung des Schöpfungsmythos und nach den Universalien. Der Titel Abstraktion und Analysis, den die Arbeit über den Universalienstreit im Mittelalter trägt, kennzeichnet das Interesse Hönigwald an der Philosophiegeschichte. Zum einen bietet sie ihm das historische Material zum Thema, zum anderen ist sie aber selbst der Ursprung des Themas und damit Ideengeber systematischen Denkens.
„Eine philosophiegeschichtliche Aufgabe findet denn ihre Lösung nicht mit dem Hinweis auf Denker, die ‚schon‘ vor anderen einen Gedanken gedacht und formuliert, auf Fragen und Entscheidungen, die sie ‚vorweggenommen‘ hätten, auf ‚Einflüsse‘. Denen sie ausgesetzt gewesen – so folgenreich solche Entdeckungen auf dem Hintergrund systematischer Einsichten auch sein mögen, sondern lediglich dadurch, daß es gelingt, den sachlichen Zusammenhang der Probleme auf bestimmte Fragen abzubilden, die als auf bestimmte Weise formuliert, geschichtlich beglaubigt sind. Philosophiegeschichtliche Aufgaben erfordern gleichermaßen systematische wie geschichtliche Behandlung: die begriffliche Struktur der Fragen muß über alle Zufälle sprachlicher und psychologischer Art festgehalten und zu methodischer, d. h. kritischer Entfaltung gebracht werden.“
Zweck der Philosophiegeschichte ist es ebenso wie der der systematischen Philosophie, Aussagen, die einen Anspruch auf Geltung erheben, in der Analyse zu hinterfragen und das vom historischen Hintergrund Gültige, „die zeitlose erkenntnistheoretische Gehaltsbestimmtheit“ herauszuarbeiten. Vor diesem Hintergrund erscheint die Befassung mit dem Mythos problematisch, denn aus den Mythen, die weitgehend auf Fiktionen beruhen, erscheinen erkenntnistheoretische Aussagen von Wert kaum erzielbar. Im Mythos spiegeln sich jedoch Prinzipien, die in der modernen Wissenschaft verdeckt sind. Dies sind die Allgemeinheit, die Ganzheitlichkeit der Welterklärung, die im Gegensatz zur konkret erfahrbaren Wirklichkeit steht, das Gefühl der Abhängigkeit von einer übergeordneten kosmologischen Macht, die im Mythos Gestalt erhält, das Denken eines Ursprungs der erfahrbaren Welt. Philosophie ist in dieser Perspektive nicht mehr als eine Fortführung der Absicht zur Welterklärung mit rationalen Gründen. Der Logos ist nichts anderes als eine Fortsetzung des Mythos, in der Absicht, die Welt zu erklären und zu erschließen. Der wesentliche Unterschied liegt im religiösen Glauben, der sich der philosophischen Erklärung entzieht. Der Mythos darf wegen seiner religiösen Funktion nicht rationalisierend verkannt werden., „Der Glaube ‚ist‘ recht eigentlich nur vermöge seines besonderen Verhältnisses zu einem Letzten und Unbedingten. Mag nun dieses besondere Verhältnis im einzelnen als Ehrfurcht, Vertrauen, Demut, Hingabe, Gefühl der Abhängigkeit oder sonstwie gekennzeichnet werden, - das Entscheidende an ihm bleibt die eigentümliche Art des Gewißheitswerts, die es dem Gegenstande des Glaubens verleiht. Dieser Gewißheitswert unterscheidet sich und unterscheidet den Glauben von jeder anderen Art der ‚Geltung‘.“ (Päd 170-171)
Die Befassung mit dem Mythos diente Hönigswald auch dazu aufzuzeigen, dass es für den menschlichen Geist unterschiedliche Formen der Geltung gibt, nicht nur in der Philosophie und der Religion, sondern auch in anderen Bereichen der Kultur wie in der Kunst. „Veranlaßt durch die Frage nach dem erkenntnistheoretischen Gehalt der Kosmogonien wird für H. die Grundverfassung des Geistes selbst zum Problem.“

### Religion
Der Mensch erfährt für Hönigswald im Glauben an das Dasein Gottes die Identität von Sinn und Existenz. Die Möglichkeit des Glaubens ist im Dasein Gottes selbst begründet.
„Gott ist nicht, weil ich an ihn glaube, sondern ich glaube an ihn, weil er ist. Aber in diesem seinen ‚Sein’ spiegelt sich der Sinngehalt seines Glaubens. […] Als Erfüllung dieser Voraussetzungen erscheint das göttliche Sein unbedingt. Gottes Unmittelbarkeit offenbart den glaubensmäßigen Sinn alles Bedingten und alles Bedingenden. Ich denke Gott im Sinne des Glaubens, indem ich mich selbst durch Gott ‚gesetzt’ weiß.“ (GE 147)
Und hierdurch unterscheidet sich Gott von allem anderen in der Welt. „Seine ‚Absolutheit’ bedeutet, dass jede Monas in ihrem notwendigen Kulturbezug als Wert allezeit fähig erscheint, um ihre Abhängigkeit von Gott zu wissen. Und ‚Abhängigkeit’ besagt in diesem Zusammenhang wieder die Möglichkeit einer Verständigung mit einem einziggearteten ‚Du’, also eine im Hinblick darauf wieder einziggeartete Form der Verständigung.“ (GE 148)

## Schriften

### Auswahlbibliographie
- Beiträge zur Erkenntnistheorie und Methodenlehre. Leipzig 1906.
- Zur Wissenschaftstheorie und -systematik. Mit besonderer Rücksicht auf Heinrich Rickerts 'Kulturwissenschaft und Naturwissenschaft'. In: Kant-Studien. 17/1912, S. 28–84.
- Zum Streit über die Grundlagen der Mathematik. Heidelberg 1912.
- Prinzipienfragen der Denkpsychologie. In: Kant-Studien. 18/1913.
- Studien zur Theorie pädagogischer Grundbegriffe. Eine kritische Untersuchung. München 1913 (ND: Darmstadt 1966).
- Die Skepsis in Philosophie und Wissenschaft. Göttingen 1914.
- Die Philosophie des Altertums. 1. Auflage. München 1917 (Digitalisat), 2. Auflage. Leipzig 1924.
- Über die Grundlagen der Pädagogik. 2., umgearb. Auflage. 1927.
- Die Grundlagen der Denkpsychologie. 2., umgearb. Auflage. Leipzig/Berlin 1925 (ND: Darmstadt 1965).
- Die Philosophie der Renaissance bis Kant. Berlin/Leipzig 1923.
- Hobbes und die Staatsphilosophie. München 1924 (ND: Darmstadt 1971).
- Vom Problem der Idee. In: Logos. XV/1926.
- G.W. Leibniz. Tübingen 1928.
- Spinoza. Ein Beitrag zur Frage seiner problem-geschichtlichen Stellung. In: Deutsche Vierteljahrsschrift für Literaturwissenschaft und Geistesgeschichte. 6 (1928), S. 447–491.
- Kausalität und Physik. 1931. (Sitzungsbericht der Preußischen Akademie der Wissenschaften veröffentlicht durch Max von Laue)
- Grundfragen der Erkenntnistheorie. Tübingen 1931, Hamburg 1997.
- Selbstdarstellung. In: H. Schwarz (Hrsg.): Deutsche Systematische Philosophie nach ihren Gestaltern. Band 1, Berlin 1931. (rein philosophisch, ohne autobiographische Elemente)
- Geschichte der Erkenntnistheorie. Berlin 1933. (ND: Darmstadt 1966)
- Philosophie und Sprache. Problemkritik und System. Basel 1937. (ND: Darmstadt 1970)
- Denker der italienischen Renaissance. Gestalten und  Probleme. Basel 1938 (Digitalisat).[41]

### Neueditionen
- Wolfdietrich Schmied-Kowarzik (Hrsg.): Grundfragen der Erkenntnistheorie. Meiner, Hamburg 1997, ISBN 3-7873-1349-4. (enthält die Selbstdarstellung S. 205–243)
- Christian Benne, Thomas Schirren (Hrsg.): Die Skepsis in Philosophie und Wissenschaft. Edition Ruprecht, Göttingen 2008, ISBN 978-3-7675-3056-0.

### Aus dem Nachlass
(Veröffentlichungen des Hönigswald-Archivs)
- G. Wolandt (Hrsg.): Vom erkenntnistheoretischen Gehalt alter Schöpfungserzählungen. Stuttgart 1957.
- G. Wolandt (Hrsg.): Analysen und Probleme. Abhandlungen zur Philosophie und ihrer Geschichte. Stuttgart 1959.
- K. Bärthlein (Hrsg.): Abstraktion und Analysis. Ein Beitrag zur Problemgeschichte des Universalienstreites in der Philosophie des Mittelalters. Stuttgart 1961.
- G. Wolandt (Hrsg.): Wissenschaft und Kunst. Ein Kapitel aus ihren Theorien. Stuttgart 1961.
- G. Wolandt, H. Schmitt (Hrsg.): Grundprobleme der Wissenschaftslehre. Bonn 1965.
- G. Schaper, G. Wolandt (Hrsg.): Philosophie und Kultur. Bonn 1967.
- H. Oberer (Hrsg.): Die Grundlagen der allgemeinen Methodenlehre. I/II, Bonn 1969/70.
- E. Winterhager (Hrsg.): Die Systematik der Philosophie aus individueller Problemgestaltung entwickelt. I/II, Bonn 1976/77.